# Spengelomenia
Spengelomenia is een geslacht van wormmollusken uit de  familie van de Amphimeniidae.

## Soorten
- Spengelomenia bathybia Heath, 1912
- Spengelomenia intermedia Salvini-Plawen, 1978
- Spengelomenia polypapillata Salvini-Plawen, 1978
- Spengelomenia procera Salvini-Plawen, 1978